# ベラト
ベラト（アルバニア語: Berati、英語: Berat）はアルバニア中南部の都市で、ベラト州の州都およびベラト県の県都。人口は約65,000人（2006年現在）。ベラティとも表記する。
オスム川中流に位置し、農産物加工の中心地である。オリーブ油製造が盛ん。住民の多くはイスラム教を信仰する。近隣の都市としては、約35キロメートル西のフィエル、35キロメートル北西のルシュニヤ、50キロメートル南西のブローナなどが挙げられる。

## 歴史
ビザンツ帝国、ブルガリア帝国、セルビア王国などの支配を経て、15世紀半ばよりオスマン帝国の支配下におかれた。1914年のアルバニア公国独立にともないアルバニア領となった。古称アンティパトリア（Antipatria）。

## 世界遺産
オスマン帝国時代の町並みが保存されており、2005年に世界遺産に登録されていた「ジロカストラの博物館都市」の拡大登録という形で、2008年に世界遺産リストに加えられた。

### 登録基準
この世界遺産は世界遺産登録基準のうち、以下の条件を満たし、登録された（以下の基準は世界遺産センター公表の登録基準からの翻訳、引用である）。
- (3) 現存するまたは消滅した文化的伝統または文明の、唯一のまたは少なくとも稀な証拠。
- (4) 人類の歴史上重要な時代を例証する建築様式、建築物群、技術の集積または景観の優れた例。

## 観光
- ベラティ城（英語版）[2]